# Pogonatum brachyphyllum
Pogonatum brachyphyllum är en bladmossart som beskrevs av Palisot de Beauvois 1805. Pogonatum brachyphyllum ingår i släktet grävlingmossor, och familjen Polytrichaceae. Inga underarter finns listade i Catalogue of Life.